# Suscettività magnetica
In fisica, la suscettività magnetica di un materiale è una costante di proporzionalità adimensionale che quantifica il grado di polarizzazione magnetica (magnetizzazione) del materiale in seguito all'applicazione di un campo magnetico.

## Definizione
La suscettività magnetica, rappresentata dal simbolo {\displaystyle \chi _{m}}, è definita come la costante di proporzionalità tra l'intensità del campo magnetico {\displaystyle \mathbf {H} } e la conseguente magnetizzazione {\displaystyle \mathbf {M} } del materiale:
{\displaystyle \mathbf {M} =\chi _{m}\mathbf {H} }
Si tratta di una grandezza caratteristica del materiale in esame che quantifica il rapporto tra il modulo dei vettori intensità di magnetizzazione, ovvero il momento magnetico per unità di volume, e campo magnetico applicato.
Se {\displaystyle \chi _{m}} è piccola e positiva, allora il materiale è detto paramagnetico, in esso i momenti magnetici si allineano parallelamente al campo esterno. Se la suscettività è invece negativa, il materiale è detto diamagnetico e in esso i momenti magnetici si dispongono in maniera opposta al campo esterno.
Caso a parte è un materiale ferromagnetico. In questo caso la suscettività magnetica è positiva e molto alta. La risposta dei momenti magnetici è dipendente dallo stato del campione e può andare in direzioni differenti da quelle del campo applicato. Per rendere al meglio tale situazione, si scrive la suscettività come un tensore, ricavato come derivata della magnetizzazione rispetto al campo esterno:
{\displaystyle \chi _{ij}={\frac {\operatorname {d} M_{j}}{\operatorname {d} H_{i}}}}
Questa suscettività differenziale descrive i materiali ferromagnetici. L'induzione magnetica {\displaystyle \mathbf {B} } è correlata con {\displaystyle \mathbf {H} } dalla relazione:
{\displaystyle \mathbf {B} =\mu _{0}(\mathbf {H} +\mathbf {M} )=\mu _{0}(1+\chi _{m})\mathbf {H} =\mu \mathbf {H} }
dove {\displaystyle \mu _{0}} è la permeabilità magnetica del vuoto nel vuoto, e {\displaystyle \mu } è la permeabilità del materiale. Infine, la suscettività magnetica e la permeabilità magnetica sono legate dalla seguente relazione:
{\displaystyle \mu =\mu _{0}(1+\chi _{m})}
Secondo il teorema di Van Leewen, il fenomeno del diamagnetismo non esiste in fisica classica. Se il momento di dipolo magnetico è zero, il campo magnetico è perpendicolare alla velocità e, in base alla forza di Lorentz, l'energia degli elettroni è indipendente dal campo magnetico. Per cui sono indipendenti dal campo anche l'energia media degli elettroni (energia interna per unità di volume) e la magnetizzazione: se il momento di dipolo magnetico è zero, la suscettività magnetica {\displaystyle \chi } si annulla. Il campo ha l'unico effetto di modificare la traiettoria, ma non l'energia degli elettroni, di imprimergli un'accelerazione.
Ciò non vale in fisica quantistica, dove la suscettività magnetica {\displaystyle \chi } è diversa da zero e l'energia degli elettroni dipende dal campo magnetico.

## Segno della suscettività magnetica: diamagnetici, e altre tipologie
Se la suscettività magnetica χ è positiva, la sostanza chimica (elemento o composto) può essere paramagnetica; se invece χ è negativa la sostanza chimica è diamagnetica.
Generalmente, i materiali non-magnetici sono o para- o dia-magnetici poiché, come si presentano in natura, non possiedono una propria magnetizzazione permanente, in assenza di un campo elettromagnetico esterno.
Al contrario, le sostanze ferromagnetiche, ferrimagnetiche, o antiferromagnetiche hanno valori di suscettività positivi, ed una magnetizzazione permanente, anche in assenza di una sorgente elettromagnetica esterna.

## Suscettività di alcuni materiali
| Materiale                              | Temperatura | Pressione   | {\displaystyle \chi _{\text{mol}}} (molare) | {\displaystyle \chi _{\text{mol}}} (molare) | {\displaystyle \chi _{\text{spec}}} (specifica) | {\displaystyle \chi _{\text{spec}}} (specifica) | {\displaystyle \chi _{v}} (volume) | {\displaystyle \chi _{v}} (volume) | M (massa molare)          | {\displaystyle \rho } (densità) |
| -------------------------------------- | ----------- | ----------- | ------------------------------------------- | ------------------------------------------- | ----------------------------------------------- | ----------------------------------------------- | ---------------------------------- | ---------------------------------- | ------------------------- | ------------------------------- |
| Unità di misura                        | (°C)        | (atmosfere) | SI (m3· Mole−1)                             | CGS (cm3·Mole−1)                            | SI (m3·kg−1)                                    | CGS (cm3· g−1)                                  | SI                                 | CGS (e.m.u.)                       | (10−3 kg/Mole) o (g/Mole) | (103 kg/m3) o (g/cm3)           |
| Acqua                                  | 20          | 1           | −1,631×10−10                                | −1,298×10−5                                 | −9,051×10−9                                     | −7,203×10−7                                     | −9,035×10−6                        | −7,190×10−7                        | 18,015                    | 0,9982                          |
| Bismuto                                | 20          | 1           | −3,55×10−9                                  | −2,82×10−4                                  | −1,70×10−8                                      | −1,35×10−6                                      | −1,66×10−4                         | −1,32×10−5                         | 208,98                    | 9,78                            |
| Diamante                               | R.T.        | 1           | −7,4×10−11                                  | −5,9×10−6                                   | −6,2×10−9                                       | −4,9×10−7                                       | −2,2×10−5                          | −1,7×10−6                          | 12,01                     | 3,513                           |
| Grafite {\displaystyle \chi _{\perp }} | R.T.        | 1           | −7,5×10−11                                  | −6,0×10−6                                   | −6,3×10−9                                       | −5,0×10−7                                       | −1,4×10−5                          | −1,1×10−6                          | 12,01                     | 2,267                           |
| Grafite {\displaystyle \chi _{\|\|}}   | R.T.        | 1           | −3,2×10−9                                   | −2,6×10−4                                   | −2,7×10−7                                       | −2,2×10−5                                       | 6,1×10−4                           | −4,9×10−5                          | 12,01                     | 2,267                           |
| Grafite {\displaystyle \chi _{\|\|}}   | −173        | 1           | −4,4×10−9                                   | −3,5×10−4                                   | −3,6×10−7                                       | −2,9×10−5                                       | −8,3×10−4                          | −6,6×10−5                          | 12,01                     | 2,267                           |
| He                                     | 20          | 1           | −2,38×10−11                                 | −1,89×10−6                                  | −5,93×10−9                                      | −4,72×10−7                                      | −9,85×10−10                        | −7,84×10−11                        | 4,0026                    | 0,000166                        |
| Xe                                     | 20          | 1           | −5,71×10−10                                 | −4,54×10−5                                  | −4,35×10−9                                      | −3,46×10−7                                      | −2,37×10−8                         | −1,89×10−9                         | 131,29                    | 0,00546                         |
| O2                                     | 20          | 0,209       | 4,3×10−8                                    | 3,42×10−3                                   | 1,34×10−6                                       | 1,07×10−4                                       | 3,73×10−7                          | 2,97×10−8                          | 31,99                     | 0,000278                        |
| N2                                     | 20          | 0,781       | −1,56×10−10                                 | −1,24×10−5                                  | −5,56×10−9                                      | −4,43×10−7                                      | −5,06×10−9                         | −4,03×10−10                        | 28,01                     | 0,000910                        |
| Al                                     |             | 1           | 2,2×10−10                                   | 1,7×10−5                                    | 7,9×10−9                                        | 6,3×10−7                                        | 2,2×10−5                           | 1,75×10−6                          | 26,98                     | 2,70                            |
| Ag                                     | 961         | 1           |                                             |                                             |                                                 |                                                 | −2,31×10−5                         | −1,84×10−6                         | 107,87                    |                                 |

I lantanoidi (in particolare: terbio, disprosio, olmio, erbio, tulio, and itterbio) sono metalli teneri che possiedono valori di suscettibilità (positivi) molto elevati, divenendo ferromagnetici a temperature ambiente, come quelle degli elementi chimici qui riportati in tabella.